# برهان الخلف
برهان الخُلْف (أو قياس الخُلْف) هي برهنة أساسها إثبات صحة المطلوب بإبطال نقيضه أو فساد المطلوب بإثبات نقيضه.
في الفلسفة الغربية تستخدم العبارة الإغريقية εις άτοπον απαγωγή للإشارة على برهان الخلف، وذلك من Reductio ad absurdum بالأحرف اللاتينية: eis atopon apagoge، والتي معناها الاختزال إلى المستحيل.
في المنطق reductio ad absurdum (لاتينية تعني "برهان الخلف") والمعروفة أيضًا باسم argumentum ad absurdum (لاتينية تعني "حجة برهان الخلف") أو الحجج اللاباغوجية (apagogical arguments)، هي شكل من أشكال الحجة التي تحاول إثبات ادعاء من خلال إظهار أن السيناريو المعاكس من شأنه أن يؤدي إلى السخافة أو التناقض.

## أمثلة
يمكن أن يتخذ الاستنتاج "السخيف" لحجة الاختزال إلى السخافة مجموعة من الأشكال، كما تظهر هذه الأمثلة:
- لا يمكن للأرض أن تكون مسطحة وإلا بما أن الأرض من المفترض أن تكون محدودة المدى، فسنجد الناس يسقطون من الحافة.
- لا يوجد أصغر عدد نسبي موجب لأن مثل هذا الرقم يجب ألا يقبل القسمة على اثنين، وهو أمر مستحيل.

يجادل المثال الأول بأن إنكار الفرضية سيؤدي إلى نتيجة سخيفة، تتعارض مع أدلة حواسنا. المثال الثاني هو البرهان الرياضي بالتناقض (المعروف أيضًا بالبرهان غير المباشر)، والذي يقول إن إنكار الفرضية سيؤدي إلى تناقض منطقي (هناك رقم "أصغر" ومع ذلك يوجد رقم أصغر منه).

## اقرأ أيضاً
- برهان بالتناقض